# Ahmed Khalil Abdul-Jabbar
 Satzstellung usw. SK Sturm Fan My Disk. 10:32, 22. Nov. 2018 (CET)
Ahmed Khalil Abdul-Jabbar (* 21. Dezember 1921 in Mekka; † 1976) war ein saudischer Diplomat.

## Werdegang
Von 1943 bis 1946 war er Sekretär der Abteilung für Politik im königlichen Kabinett in Riad. Von 1946 bis 1952 und von 1952 bis 1955 war er Gesandtschaftssekretär erster Klasse in Washington, D.C. sowie dem UNO-Hauptquartier, das in diesen Jahren von Westminster Central Hall nach Lake Success und Flushing-Meadows-Park wanderte. Von 1955 bis 1960 war er stellvertretender Chef des Generalstabschefs des Premierministers für politische Angelegenheiten im Rang eines stellvertretenden Staatsministers. Von 1960 bis 1963 war er Botschafter in Tokyo, Japan und war mit Sitz in Tokio auch bei der Regierung in Taipeh ebenfalls als Botschafter akkreditiert. Von 1964 bis 13. Mai 1965 war er Botschafter in Bonn (Bundesrepublik Deutschland). Am 12. Mai 1965 nahmen die Regierungen in Bonn und Tel Aviv offiziell diplomatische Beziehungen auf, was zu seiner Abberufung aus Bonn führte. Von 1966 bis 1970 war er Botschafter in Rom nächst der Regierung von Italien. Von 1971 bis 1972 war er Präsident des Islamischen Zentrums in Rom, der Hausherr der Moschee von Rom.
Er war Teilnehmer an folgenden Konferenzen:
- 25. April 1945 bis zum 26. Juni 1945 Konferenz von San Francisco der Vereinten Nationen
- Von 1946 bis 1955 an den Sitzungsperioden der Generalversammlung der Vereinten Nationen.
- 1947 war er Bevollmächtigter für Saudi-Arabien an der Konferenz der Internationale Fernmeldeunion in Atlantic City (New Jersey), auf welcher das International Frequency Registration Board 1947–1993  beschlossen wurde.
- Im Jahr 1948 war es für Landwirtschaft und Ernährung (Washington, DC)
- 1959 Konferenz der arabischen Kanzler (Beirut).
- 1972 Konferenz von Botschaftern des Königreichs Saudi-Arabien in Jeddah.
- Von 1975 bis 1976 nahm er an der Jahrestagung der Generalversammlung der Vereinten Nationen in New York teil.[1]